# Specialna enota (TV-serija)
Specialna enota (izvirno The Unit) je ameriška akcijska drama, ki jo je CBS predvajal med  7. marcem 2006 in 10. majem 2009.
Specialna  enota  je tajna skupina operativcev posebnih enot vojske Združenih držav Amerike, ki opravlja nevarne naloge po celem svetu. Medtem ko ti na številnih tajnih misijah, ki jih popeljejo na različne konce sveta, tvegajo lastno življenje, pa se njihove žene "bojujejo" na domači fronti in skrbijo za to, da ne bi bila razkrita skrivnost njihovih mož.

## Sezone
| Sezone   | Epizode | Prvič predvajano na CBS                | Prvič predvajano na TV3         |
| -------- | ------- | -------------------------------------- | ------------------------------- |
| 1.sezona | 13      | 7. marec 2006 - 16. maj 2006           | 13. marec 2009 - 31. marec 2009 |
| 2.sezona | 23      | 19. september 2006 - 8. maj 2007       | 1.april 2009 - 1. maj 2009      |
| 3.sezona | 11      | 25. september 2007 - 18. december 2007 | 4. maj 2009 - 18. maj 2009      |
| 4.sezona | 22      | 28. september 2008 - 10. maj 2009      |                                 |

### Prva sezona
Na terenskih misijah skupino vodi Jonas Blane, ki je ob tem zadolžen tudi za to, da popazi na novinca med to elitno enoto, Boba Browna. Enoto še sestavljajo polkovnik Tom Ryan, Mack Gerhardt, Charles Grey in Hector Williams. Jonasova žena Molly v bazi prevzame vlogo matriarhinje, ki tolaži in svetuje ženam enote, medtem ko se te soočajo s strahom in negotovostjo, ki ju izkusijo vsakič, ko njihovi možje zapustijo svoje domove. Molly in Tiffy Gerhardt, žena, ki ima svojo temno skrivnost, priskočita na pomoč Bobovi noseči ženi Kim in ji svetujeta, kako naj se privadi na stres svojega novega življenja v tajnosti.

### Druga sezona
Medtem ko se Mack in Tiffy pripravljata zapustiti enoto, pa Molly išče zaposlitev, da bi lahko svojo bolno mati poslala v negovalni dom. Bobova zvestoba do ekipe je pod vprašajem, ker je na skrivnostni misiji delal za obveščevalno agencijo (CIA). Ob zaključku sezone je ekipa pod drobnogledom vladne agencije zaradi možnih kršitev, ki bi lahko povzročile kazenske obtožbe.

### Tretja sezona
Zgodba se začne z Jonasom Blanom, ki ga zasleduje skrivnostni morilec. Polkovnik Ryan odkrije osebo, ki je izdala skrivnost o enoti ki je sprožila preiskavo in njeno zaprtje. Kim dobi vodenje vojaške oddaje na radiju, Tiffy pa se sprva zaposli v baru, kot natakarica, nato pa kot erotična plesalka. Williams hodi z natakarico, kjer dela Tiffy in odkrije njeno afero z polkovnikom Ryanom. Delovane sposobnosti Boba postanejo vprašljive, potem ko začne dobivati videnja oseb, ki jih je ubil. Kim pa se ob koncu sezone ukvarja s samomorilskim klicateljem.

### Četrta sezona
/

## Glavni igralci
- Dennis Haysbert - major Jonas Blane (vzdevek "Snake Doctor")
- Regina Taylor - Molly Blane
- Scott Foley - Bob Brown (vzdevek "Cool Breeze")
- Robert Patrick - polklovnik Ryan Thomas (vzdevek "Dog Patch")
- Audrey Marie Anderson - Kim Brown
- Max Martini - Mack Gerhardt (vzdevek "Dirt Diver")
- Abby Brammell - Tiffy Gerhardt
- Demore Barnes - Hector Williams (vzdevek "Hammerhead")
- Michael Irby - Charles Grey (vzdevek "Betty Blue")

## Nagrade in priznanja
- 2006 Nominacija za emmya (Norman Howell za epizodo "First Responders")
- 2007 Nagrada ASCAP (Robert Duncan)
- 2007 Nominacija za nagrado Young Artist (mladi igralec Alec Holden)
- 2007 Nominaciji za nagrado Image (igralec Dennis Haysbert; igralka Regina Taylor
- 2008 Nagrada Image (igralka Regina Taylor) in nominacija (igralec Dennis Haysbert)
- 2008 Nominacija za nagrado Young Artist (mlada igralka Danielle Hanratty)
- 2009 Nominaciji za nagrado Image (igralec Dennis Haysbert; TV-serija)
- 2010 Nominacija za nagrado Screen Actors Guild (Troy Brown, Max Daniels, Jeffrey J. Dashnaw, Oakley Lehman)